# Adiantum reniforme
Adiantum reniforme, известна като лотосова папрат от моминска коса, е вид папрат от рода род адиантум (известен като „момина коса“). Расте в защитени скални пукнатини и по стени.
Видът е описан от Карл Линей и публикуван в Species Plantarum 1094. 1753., през 1753. г.

## Етимология
Видовото име reniforme идва от латинското ren („бъбрек“) и forma („форма“), заради формата на листата.